# Cilindro di Tipler
Un cilindro di Tipler, chiamato anche macchina del tempo di Tipler, è un ipotetico oggetto teorizzato come una potenziale modalità di viaggio nel tempo, sebbene i risultati abbiano dimostrato che un cilindro di Tipler potrebbe consentire il viaggio nel tempo solo se la sua lunghezza fosse infinita o sotto la condizione dell'esistenza di energia negativa.

## Descrizione
Il cilindro di Tipler fu scoperto come soluzione alle equazioni della relatività generale da Willem Jacob van Stockum nel 1936 e Kornel Lanczos nel 1924, ma non fu riconosciuto come tale da consentire curve chiuse simili al tempo fino all'analisi di Frank Tipler. Questi mostrò nel suo articolo del 1974, "Rotating Cylinders and the Possibility of Global Causality Violation", che in uno spaziotempo contenente un enorme cilindro infinitamente lungo, che ruotasse lungo il suo asse longitudinale, il cilindro dovrebbe creare una cornice - effetto di trascinamento. Questo effetto di trascinamento del fotogramma deformerebbe lo spaziotempo in modo tale che i coni di luce degli oggetti in prossimità del cilindro si inclinino, in modo che parte del cono di luce punti all'indietro lungo l'asse del tempo su un diagramma spazio-temporale. Pertanto, un veicolo spaziale che acceleri sufficientemente nella direzione appropriata potrebbe viaggiare a ritroso nel tempo lungo una curva chiusa simile al tempo.
Le CTC sono associate, nelle varietà Lorentziane che sono interpretate fisicamente come spaziotempo, con la possibilità di anomalie causali come una persona che torna indietro nel tempo e potenzialmente spara al proprio nonno, sebbene i paradossi possano essere evitati usando qualche vincolo come il principio dell'autocoerenza di Novikov. Appaiono in alcune delle più importanti soluzioni esatte della relatività generale, tra cui il vuoto di Kerr (che modella un buco nero rotante) e la polvere di van Stockum (che modella una configurazione cilindrica simmetrica di fluido o polvere rotante senza pressione).

## Praticità
Un'obiezione alla praticità della costruzione di un cilindro Tipler è stata scoperta da Stephen Hawking, il quale ha sostenuto che secondo la relatività generale è impossibile costruire una macchina del tempo in qualsiasi regione finita che soddisfi la condizione di energia debole, il che significa che la regione non contiene materia esotica con energia negativa. Il cilindro Tipler, invece, non comporta alcuna energia negativa. La soluzione originale di Tipler prevedeva un cilindro di lunghezza infinita, che è più facile da analizzare matematicamente, e sebbene Tipler suggerisse che un cilindro finito potrebbe produrre curve chiuse simili al tempo se la velocità di rotazione fosse abbastanza veloce, non lo dimostrò. Ma Hawking commenta: "non si può fare con densità di energia positiva ovunque! Posso provare che per costruire una macchina del tempo finita, hai bisogno di energia negativa." L'argomento di Hawking appare nel suo articolo del 1992 sulla congettura della protezione della cronologia (sebbene l'argomento sia distinto dalla congettura stessa, poiché l'argomentazione afferma che la relatività generale classica preveda che una regione finita contenente curve di tipo temporale chiuse possa essere creata solo se c'è una violazione della condizione di energia debole in quella regione, mentre la congettura prevede che una regione chiusa di tipo temporale curve si riveleranno impossibili in una futura teoria della gravità quantistica che sostituisca la relatività generale).